# Hanns Holtwiesche

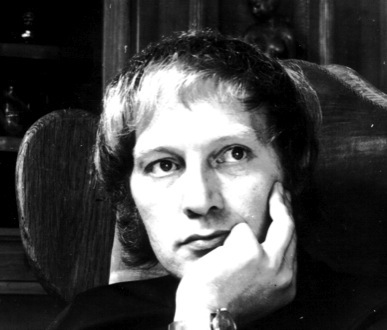
Hanns Holtwiesche (1984)

Hanns Holtwiesche (* 25. Dezember 1930 in Gladbeck; † 22. April 2008 in Düsseldorf) war ein deutscher Maler und Bildhauer, Grafiker und Zeichner.

## Leben
Hanns Holtwiesche lebte und arbeitete nach seinem Abitur 1952 und einem Jahr an der Folkwang Werkkunstschule in Essen ab 1954 in Düsseldorf und studierte an der Düsseldorfer Kunstakademie. Er war Meisterschüler bei Ewald Mataré und Karl Otto Götz. Zugleich besuchte er das Werklehrerseminar und legte ein Staatsexamen als Werklehrer ab. Ab 1962 war er freischaffend tätig.
Einer seiner ersten großen öffentlichen Aufträge war die Betonplastik Evolution für die Ruhr-Universität Bochum, errichtet zwischen Audimax und den Naturwissenschaften.

## Werke im öffentlichen Raum
- 1965: Brunnenplastik (Bronze) für Schloss Klamm (Österreich)
- 1967: Erster öffentlicher Auftrag: Betonrelief am neuen Rathaus in Neuss-Büttgen
- 1968: Betonplastik Evolution (10 m × 16 m) für die Ruhr-Universität Bochum
- 1969: Betonplastik Mirakel (8 m × 4,5 m) Marien-Hospital Düsseldorf
- 1970: Wandmalerei in der Erfthalle in Frimmersdorf: Foyer und Festsaal (je 4,5 m × 25 m)
- 1971: Keramische Wandgestaltungen im Hallensportzentrum Kempen-Krefeld (8 m × 3,6 m und 11 m × 3,6 m)
- 1971/1972: Kapelle der Evangelischen und Johanniter Krankenanstalten Duisburg-Nord / Oberhausen, Duisburg-Fahrn (Portale, Fenster[3], Altar, Ambo, Altarkreuz, Bestuhlung und Beleuchtung)
- 1966: Plastik Sonnentor (Beton, Edelstahl und Glas), Bonn-Tannenbusch (2 m × 4,5 m)
- 1979: Bronze-Relief (Bronze und Glas) für das Foyer der WestLB, Köln (ca. 2 m × 4 m)
- 1991: Künstlerisches Gesamtkonzept für die Neugestaltung der Kapelle des Johanniter-Krankenhauses in Oberhausen-Sterkrade
- 1993–1995: Neugestaltung der Kapelle des Johanniter-Krankenhauses in Oberhausen Sterkrade gemäß der Gesamtkonzeption aus dem Jahre 1991 (Altarfenster-Triptychon mit zwei Seitenfenstern[4], Edelstahltür mit Farbverglasung, Altar und Ambo, fünf Glas-Antependien, Altarkreuz, Altarleuchter, Osterleuchter in Edelstahl mit Plexiglas, Gesangbuchablage in Plexiglas mit Edelstahl, Bestuhlung von Thonet (Sondermodell), Beleuchtung, Farbgebung des Raumes)

## Ausstellungen
- 1960: „Junger Westen“ Kunsthalle Recklinghausen
- 1962: „Vestischer Künstlerbund“, Herten
- 1964: Ausstellung „Bergischer Künstlerbund“, Kreishaus Mettmann
- 1973: „Internationalen Ausstellung der Glasmeister“, Vervier/Belgien
- 1976: „Nachbarschaft“, Kunsthalle Düsseldorf
- 1980: Ausstellung „Glas Masters from West-Germany“, Wales
- 1981: Ausstellung „Glasmalerei“, Kunstverein Dorsten, Wasserschloss Lembeck
- 1985: Beteiligung an der Ausstellung „Image du Vitrail Allemand“, Musée du Vitrail, Romont, Schweiz
- 1988: Städtische Galerie Gladbeck (Beteiligung)
- 1992: „Eine Werkübersicht“ Städtische Galerie Gladbeck
- 2008: Museum der Stadt Gladbeck, Wasserschloss Wittringen, Gladbeck – „WittringerKunstTreffen“
- 2009: „Zwischen Figuration und Abstarktion“, Glasmalereien von 1950–1970, Deutsches Glasmalerei-Museum Linnich

## Preise
- 1966: Förderpreisträger der Stadt Düsseldorf